# Harold apprenti pompier

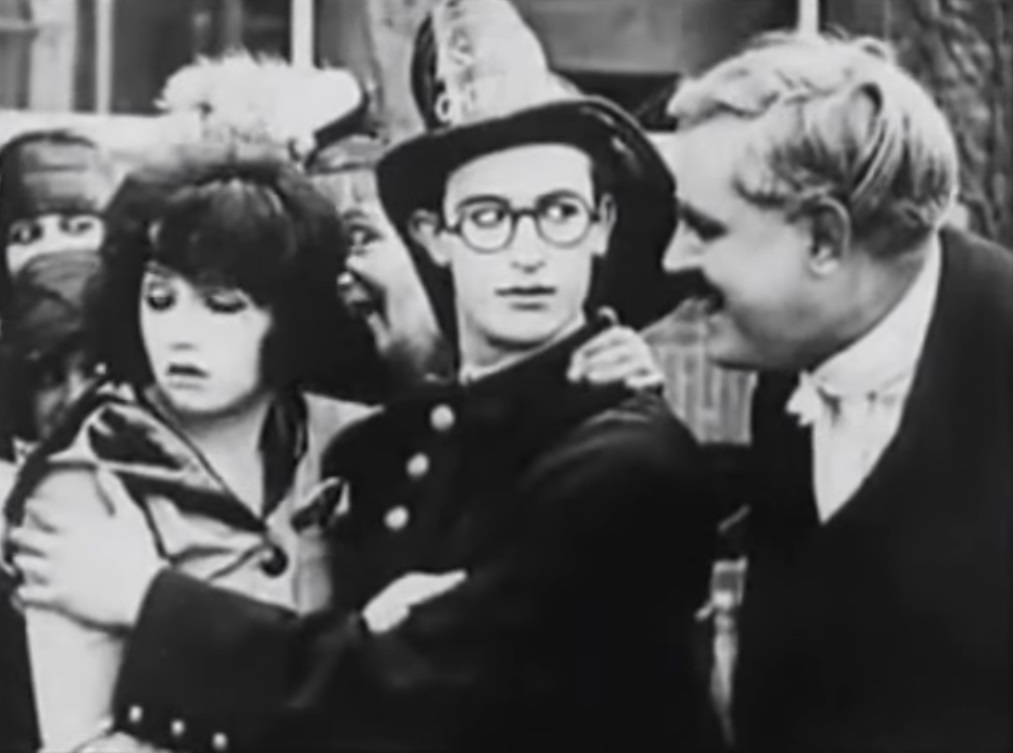
Image extraite du film de 1918 - "Fireman Save My Child"

Harold apprenti pompier (Fireman Save My Child) est un film muet américain réalisé par Alfred J. Goulding, sorti en 1918 avec Harold Lloyd dans le rôle principal.

## Fiche technique
- Titre : Harold apprenti pompier
- Titre original : Fireman Save My Child
- Réalisation : Alfred J. Goulding
- Production : Hal Roach
- Pays d'origine : États-Unis
- Format : Noir et blanc - 1,33:1 - Film muet
- Genre : comédie
- Date de sortie : 1918

## Distribution
- Harold Lloyd
- 'Snub' Pollard
- Bebe Daniels